# Frédéric Bouyer
Pour les articles homonymes, voir Bouyer (homonymie).
Cet article possède un paronyme, voir Frédérick Bouyer.
Frédéric-Marie Bouyer, né à Brest le 30 juillet 1822 où il est mort le 2 août 1882, est un officier de marine français, connu pour avoir, alors qu'il commandait l'aviso Alecton en 1861, tenté de pêcher et décrit un calmar géant dans le nord-est de Tenerife.

## Biographie
Fils d'un médecin homonyme, il entre dans la Marine en 1838. Capitaine de vaisseau (1850) puis de frégate (1861), il commande l'aviso Alecton dans un voyage de Toulon à Cayenne (il est chargé d'inspecter le pénitencier de Saint-Georges en Guyane française), lorsqu'il rencontre, le 20 novembre 1861, un calmar géant Architeuthis dit « Calmar de Bouyer » dans le nord-est de Tenerife.
Après avoir reconnu l'île du Diable et les îles du Salut et les estuaires de Mahury, Kaw, Cayenne et Approuague, il remonte l'Oyapock jusqu'au pénitencier de Saint-Georges. En pirogue amérindienne, il atteint l'île de Casfésoca et la cascade des Grandes Roches puis revient à Cayenne où il ramène le Grand Man Adam, roi des Bonnis qui vient de faire sa soumission à la France.
En 1858, il fait partie des fondateurs de la Société Académique de Brest dont il sera secrétaire en 1868 puis vice-président (1869)

## Distinctions
- Chevalier (15 septembre 1854) puis officier de la Légion d'honneur (13 août 1867)[3].
- Commandeur de l'ordre de la Couronne de Chêne par le roi des Pays-Bas,
- Croix de Crimée par la reine du Royaume-Uni de Grande-Bretagne et de l’Irlande,
- Croix de la Baltique par la reine du Royaume-Uni de la Grande-Bretagne et de l’Irlande.

## Littérature
Jules Verne fait écho du Calmar de Bouyer dans 20 000 lieues sous les mers et dans Les Histoires de Jean-Marie Cabidoulin.

## Œuvres
- L'Amour d'un monstre, scène de la vie créole, 1866
- Voyage dans la Guyane française en 1862-1863, Paris, Le Tour du monde, vol. 13, p. 273-352, 1866    (Wikisource)
- La Guyane française, 1867